# إرنست هاك
إرنست هاك (بالألمانية: Ernst Hack)‏ هو مصارع رياضي نمساوي، ولد في 16 ديسمبر 1946 في Ternberg ‏ في النمسا، وتوفي في 1 يونيو 1986.

## وصلات خارجية
- إرنست هاك على موقع أوليمبيديا (الإنجليزية)